# Teddy Leffler
‌
Pas d'image ? Cliquez ici

a Compétitions nationales et continentales officielles uniquement.

Dernière mise à jour le 3 juin 2025.
Teddy Leffler, né le 27 mars 1998, est un joueur français de rugby à XV évoluant au poste de pilier.

## Carrière

### Formation
Teddy Leffler est issu du centre de formation de la Section paloise.
Il rejoint le centre de formation à l'été 2019 mais il jouait auparavant dans les équipes de jeunes du club béarnais.

### En club
Teddy Leffler fait ses débuts avec l'équipe professionnelle de la Section  paloise en janvier 2020 en Challenge européen en remplacement de Siegfried Fisi'ihoi blessé au mollet. Il inscrit son premier essai en professionnel face aux Leicester Tigers.
En juin 2020, il n'est pas conservé par le club béarnais à l'issue de la saison 2019-2020.
En juillet 2020, il rejoint le RC Auch et évoluera en Fédérale 1 pour la saison 2020-2021.
Durant l'été 2021, il s'engage, toujours en Fédérale 1, avec le CA Lannemezan.

## Palmarès
Néant